# アーカンソー (戦艦)
|          | |
| 艦歴     | |
| 発注     | 1909年3月3日                                                                                              |
| 起工     | 1910年1月25日                                                                                             |
| 進水     | 1911年1月14日                                                                                             |
| 就役     | 1912年9月17日                                                                                             |
| 退役     | 1946年7月29日                                                                                             |
| その後   | 1946年7月25日に原爆実験で沈没                                                                             |
| 愛称     | アーキー(Arkie)                                                                                           |
| 性能諸元 | |
| 排水量   | 基準：27,243トン、 満載：31,000トン                                                                       |
| 全長     | 171.29m                                                                                                   |
| 全幅     | 32.30m |
| 吃水     | 9.13m |
| 最大速   | 21.05ノット (39 km/h)                                                                                     |
| 乗員     | 士官：58名 兵員：1,005名                                                                                  |
| 兵装     | 50口径30.5cm砲：12門 51口径12.7cm砲：6門 50口径7.6cm砲：8門 56口径40mm対空砲：36門 70口径20mm対空砲：36門 |

アーカンソー（USS Arkansas, BB-33）は、アメリカ海軍の戦艦。ワイオミング級の2番艦である。艦名はアーカンソー州にちなみ、この名をもつ艦としては3隻目である。
太平洋戦争開戦時には既に砲の威力、装甲、速力等の戦艦を構成する要素全てで旧式戦艦となっていた。開戦後に順次、電子測定・照準装備・戦場統制システム対空兵器の換装が行われた。

## 艦歴
「アーカンソー」は1910年1月25日にニュージャージー州カムデンのニューヨーク造船所にて起工。1911年1月14日にナンシー・ルィーズ・マコンにより命名、進水。1912年9月17日に初代艦長ロイ・C・スミス大佐の指揮下、フィラデルフィア海軍工廠で就役した。
「アーカンソー」は就役後、10月14日にハドソン川でタフト大統領の閲艦を受けた。その後、タフト大統領は「アーカンソー」に乗艦し、パナマ運河の視察に赴いた。記念式典の後、「アーカンソー」は整調訓練のためキューバ水域に巡航した。その後、タフト大統領をフロリダ州キーウェストに送り届けるため、12月26日にパナマ運河地帯へ戻った。
続いて「アーカンソー」は大西洋艦隊に合流し、東海岸沿岸で演習を行なった。最初の海外巡航は1913年10月後半のことであった。「アーカンソー」は地中海でいくつかの港を訪問し、1913年11月11日にはイタリアのナポリを訪れ、ヴィットーリオ・エマヌエーレ3世の誕生日を祝賀した。
1913年10月にメキシコでクーデターが発生し、ビクトリアーノ・ウエルタが政権を握った。ウッドロウ・ウィルソン大統領はウエルタ政権を認めず、ウエルタに辞任と再選挙を行うよう要求した。メキシコの混乱は継続し、アメリカ海軍はアメリカ人保護のためメキシコ水域への艦艇を派遣した。
緊張状態の中偶発事件が多発し、1914年の春にはタンピコで小競り合いが生じた。ウエルタ軍への武器がベラクルス港に到着予定だったことが判明し、ウィルソン大統領は港で輸送船を拿捕し、武器の上陸を防ぐよう海軍に命じた。
ヘンリー・T・メイヨー少将指揮する艦隊がメキシコ水域で活動していたが、ウィルソン大統領はチャールズ・J・バジャー少将の大西洋艦隊をベラクルスへ派遣した。「アーカンソー」はベラクルス上陸に参加し、17名の士官と313名の水兵から成る4個大隊を上陸させた。部隊はアーサー・B・キーティング中佐が指揮を執り、その中には後にベラクルスでの英雄的行動で名誉勲章を受章したジョナス・J・イングラム少尉、第2水兵連隊で砲撃を指揮したジョン・グレイディ中尉がいた。
上陸は4月22日に行われ、「アーカンソー」の兵士達は市街戦に参加しベラクルスを占拠した。2名の二等水兵、ルイス・O・フライドとウィリアム・L・ワトソンがその日の戦闘で戦死した。「アーカンソー」の部隊は4月30日に艦に戻り、艦はその夏メキシコ水域に留まり、9月30日に東海岸へ帰投した。ベラクルスでの滞在中、5月10日にドイツのアメリカ大使館付武官フランツ・フォン・パーペン大尉、5月30日にイギリス海軍のクリストファー・クラドック少将の訪問を受けた。
「アーカンソー」はバージニア州ハンプトン・ローズに10月7日到着し、一週間の演習後改修のためニューヨーク海軍工廠入りする。改修が完了するとバージニア岬へ向かい、南部演習海域で訓練を行なった。12月12日にアーカンソーは再びニューヨーク海軍工廠で補修を受けた。
1915年1月16日に再び出航し、1月19日から21日まで南部演習海域で訓練を行う。訓練が終了するとキューバのグアンタナモ湾へ向かい、4月7日にハンプトン・ローズに帰還した。その後、再び南部演習海域で訓練を行う。4月23日にニューヨーク海軍工廠に向かい、二ヶ月に及ぶ修理を受けた。修理の完了後、6月25日にロードアイランド州ニューポートに向かい、ナラガンセット湾で水雷訓練及び艦隊演習を行なった。
8月27日にハンプトン・ローズへ帰還すると、10月4日までノーフォーク水域で演習を行い、続いてニューポートへ再び巡航した。ニューポートでは10月5日から10月14日まで戦術演習を行なった。10月15日に「アーカンソー」はニューヨーク海軍造船所の乾ドックに入った。11月8日にハンプトン・ローズへ戻り、定時訓練期間の後、「アーカンソー」は10月19日にブルックリンへ戻り修理を受けた。修理完了後1916年1月5日にハンプトン・ローズへ出航し、休養のため停泊した後冬季演習のためにカリブ海へ向かった。
「アーカンソー」は西インド諸島およびグアンタナモ湾を訪れ、3月12日に帰国しモービル湾で水雷演習を行なった。その後、3月20日にグアンタナモ湾へ向けて出航し、4月中旬までそこに留まった。4月15日にオーバーホールのためニューヨーク海軍工廠に入った。

### 第一次世界大戦
1917年4月6日にアメリカ合衆国は第一次世界大戦に参戦する。「アーカンソー」は第7戦艦部隊に所属し、バージニア州のヨーク川をパトロールした。続く14ヶ月にわたって「アーカンソー」は東海岸の偵察巡航と武装商船の砲手に対する訓練を行なった。
1918年7月に「アーカンソー」はスコットランドのロスサイスへ戦艦「デラウェア」に代わって派遣された。7月14日に出航し、スコットランドへの到着の前夜にドイツのUボートの潜望鏡らしい物を発見し、護衛の駆逐艦が爆雷を投下したが、敵艦を破壊することはなかった。その後は何事もなく、「アーカンソー」は7月28日にロスサイスに停泊した。
残る数ヶ月間を「アーカンソー」及び他のアメリカ戦艦はロスサイスを本拠としてイギリス海軍艦隊の第6戦艦部隊として作戦活動に従事した。
第一次世界大戦の休戦は11月11日に発効した。イギリス海軍艦隊はメイ・アイランドから40マイル東方に航海し、アーカンソーは1918年11月21日のフォース湾におけるドイツ大洋艦隊の降伏調印式に臨席した。

### 戦間期
「アーカンソー」は12月1日にイギリス海軍艦隊を離れ、フォース湾からイギリスのポートランドに向かい、その後ウィルソン大統領の乗った「ジョージ・ワシントン (SS George Washington)」と合流した。「アーカンソー」とその僚艦は大統領の乗艦を護衛して1918年12月13日にフランスのブレストに到着した。「アーカンソー」はブレストを出港してニューヨークに向かい、12月26日に帰還、熱狂的な歓迎を受けた。ジョセファス・ダニエルズ海軍長官は「メイフラワー (SS Mayflower)」に乗艦し、戦艦隊を観閲した。
ノーフォーク海軍工廠でのオーバーホール後、「アーカンソー」はキューバ水域で艦隊に合流し冬期演習に参加した。その後間もなく大西洋を横断し、1919年5月12日にプリマスに到着した。5月19日にはニューファンドランドのトレパシー湾からヨーロッパに向かって飛び立った海軍のカーチスNC飛行艇を支援するため大西洋上で気象観測を行なった。
任務が完了すると「アーカンソー」はブレストに向けて出航し、パリ平和会議から帰国する海軍作戦部長ウィリアム・シェパード・ベンソン提督およびその妻を6月10日に乗艦させた。「アーカンソー」は1919年6月20日にニューヨークに到着した。
「アーカンソー」は太平洋艦隊に配属され。1919年7月19日にハンプトン・ローズを出航し、パナマ運河経由でカリフォルニア州サンフランシスコに向かった。1919年9月6日にジョセファス・ダニエルズ長官と夫人を乗艦させた。9月12日に一行はワシントン州ブラークリー湾で下艦し、翌9月13日にはウィルソン大統領の観閲を受けた。大統領は戦艦「オレゴン」に乗って艦隊を視察した。1919年9月19日、「アーカンソー」は広範囲オーバーホールのためピュージェット・サウンド海軍造船所に入渠した。作業完了後1920年5月に艦隊任務に復帰し、カリフォルニア州沿岸で作戦活動に従事した。1920年7月17日、アメリカ海軍は船体分類記号を導入し、「アーカンソー」は BB-33 に指定される。同年9月、「アーカンソー」は初めてハワイへの巡航を行なった。1921年初めにはチリのバルパライソを訪問し、乗組員はアルトゥーロ・アレッサンドリ・パルマ大統領に対して艦上に整列し敬礼を行なった。

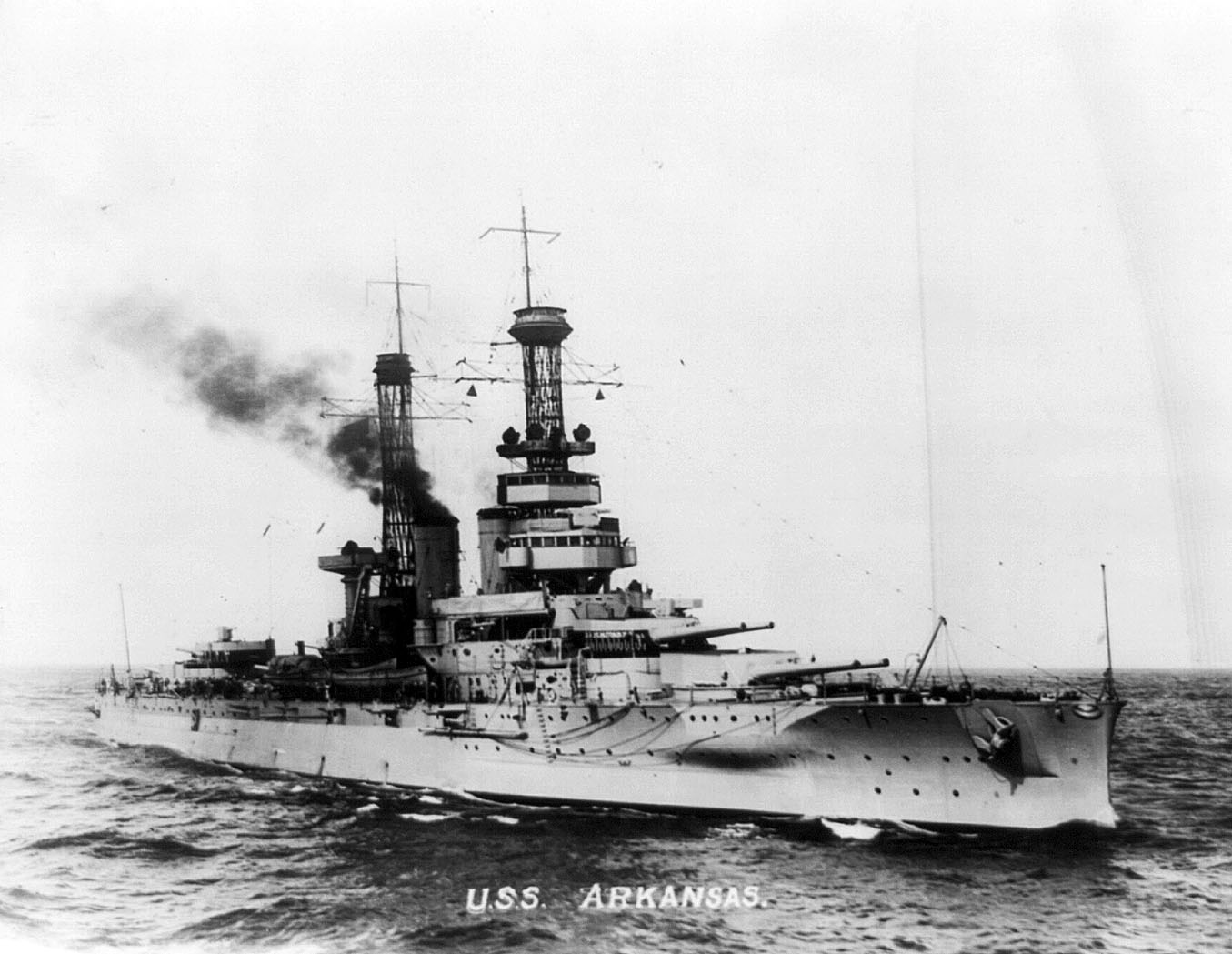
「アーカンソー」（1920年頃）

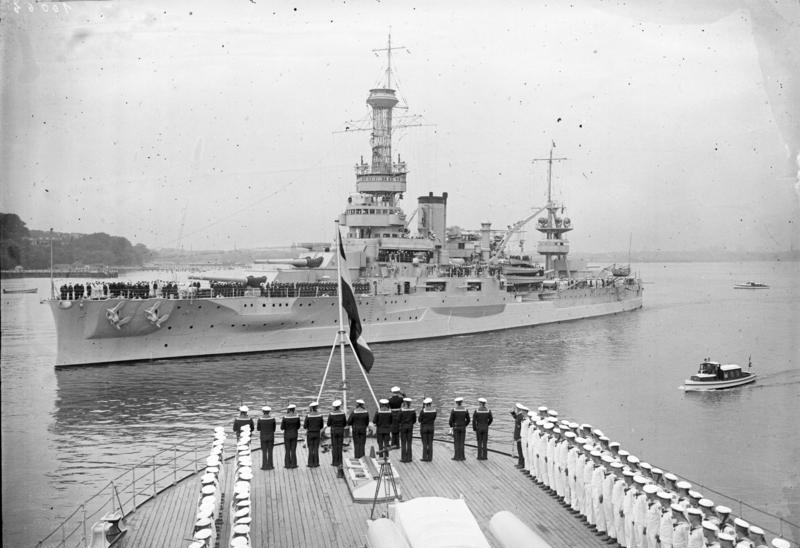
1930年、ドイツのキール訪問時

「アーカンソー」の平時任務は、例年の訓練および定時の維持、オーバーホールが繰り返された。また。そのスケジュールには砲術訓練、機関訓練、例年の艦隊演習も含まれた。1921年の夏に大西洋艦隊戦艦部隊の旗艦となり、「アーカンソー」は8月に東海岸での作戦活動を始めた。
その後数年間、「アーカンソー」は海軍兵学校生の夏季訓練巡航に従事した。1923年にはヨーロッパを巡航し、デンマークのコペンハーゲン（ここでは7月2日に国王クリスチャン10世の訪問を受けた）、ポルトガルのリスボン、ジブラルタルを訪問した。翌1924年も海軍兵学校生の訓練巡航を行い、1925年にはアメリカ合衆国の西海岸を巡航した。6月30日にカリフォルニア州サンタバーバラに到着したが地震が発生し、「アーカンソー」は駆逐艦「マッコーリー」 (USS McCawley, DD-276) 、哨戒艇「PE-34」と共に乗組員をサンタバーバラに上陸させ治安維持を担当、沖合で臨時の通信所を開設した。
1925年の海軍兵学校生の訓練巡航を完了すると、「アーカンソー」は近代化のためフィラデルフィア海軍工廠に入渠した。「アーカンソー」の石炭燃焼缶は重油燃焼缶と交換され、追加の甲板装甲が施された。また、2本あった煙突は1本にまとめられ、後部の篭マストは低い三脚マストに交換された。作業は1926年11月に完了し、東海岸沿いおよびキューバ海域で整調が行われた後、公試のためフィラデルフィアに帰還した。その後間もなく艦隊での任務を再開し、「アーカンソー」はメイン州沖からカリブ海で活動した。1927年9月5日に「アーカンソー」は1781年のヨークタウンの戦いで戦死したフランス軍兵士を追悼する記念碑の除幕式に出席した。
1928年5月に「アーカンソー」は再び海軍兵学校生を乗せ、東海岸沿いおよびキューバ海域での訓練巡航を行なった。1929年の前半にはパナマ運河地帯およびカリブ海で活動し、5月にニューヨーク海軍工廠でオーバーホールを行なった。アナポリスで海軍兵学校生を乗せると、地中海およびイギリスへの訓練巡航を行い、8月に帰還、東海岸沖で偵察艦隊と共に作戦活動に従事した。
1930年と1931年には、再び海軍兵学校生の訓練巡航を行なった。1930年はフランスのシェルブール、ドイツのキール、ノルウェーのオスロ、スコットランドのエジンバラを訪問し、1931年にはデンマークのコペンハーゲン、スコットランドのグリーノック、スペインのカディス、ジブラルタルを訪問した。1931年9月にノバスコシア州ハリファックスを訪れ、10月にはヨークタウンの戦い150周年記念式典に参加、フーヴァー大統領とその一行が10月17日に乗艦した。19日および20日に大統領一行を乗せてアナポリスに帰還し、その後フィラデルフィア海軍造船所に入渠、1932年1月まで同地に留まった。
フィラデルフィア海軍造船所を出渠し、「アーカンソー」は西海岸へ向けて出航。途中ルイジアナ州ニューオーリンズに立ち寄りニューオーリンズ・マルディグラに参加した。アーカンソーは大西洋艦隊訓練戦隊の旗艦任務を命じられ西海岸で活動し、1934年の春に東海岸に帰還した。
1934年の夏に「アーカンソー」は海軍兵学校生の巡航を行いプリマス、フランスのニース、イタリアのナポリ、ジブラルタルを訪問した。8月にアナポリスに帰還し、続いてロードアイランド州ニューポートに移動。同地でフランクリン・ルーズベルト大統領に対して乗組員が艦上に整列して敬礼を行なった。大統領はヨット「ノーマルハル (Nourmalhal)」から答礼した。また、「アーカンソー」はヨットレースに参加し、その乗組員のカッターはイギリス海軍の軽巡洋艦「ドラゴン」 (HMS Dragon, D46) の乗組員が操るカッターに勝利し、バッテンベルク・カップおよびシティ・オブ・ニューポート・カップを得た。
1935年1月に「アーカンソー」は上陸演習に参加する第5海兵師団第1大隊をクレブラ島へ運んだ。6月にはヨーロッパへの海軍兵学校生の訓練巡航を行い、エジンバラ、オスロ（ここでは国王ホーコン7世が艦を訪問した）、コペンハーゲン、ジブラルタル、マデイラ島のフンシャルを訪問した。8月にアナポリスで海軍兵学校生を下艦させた後、「アーカンソー」はニューヨークへ向かった。ニューヨークでは同管区の予備役兵を乗せ、9月にノバスコシア州ハリファックスへの訓練巡航を行なった。任務を完了すると10月にニューヨーク海軍工廠で修理および改修を受けた。
1936年1月に「アーカンソー」はクレブラ島で行われた艦隊揚陸演習第2に参加し、その後ニューオーリンズでマルティグラに参加。ノーフォークに帰還するとオーバーホールに入り、作業は1936年の春まで行われた。同年夏、海軍兵学校生の訓練巡航でポーツマス、スウェーデンのイェーテボリ、シェルブールを訪問し、8月にアナポリスに帰還した。続いてボストンへ向かい、予備役兵の訓練巡航を行なった後、10月にはノーフォーク海軍造船所でオーバーホールが行われた。
翌1937年のヨーロッパへの海軍兵学校生訓練巡航ではイギリスとドイツの港を訪問し、東海岸に帰還するとノーフォーク沖で作戦活動に従事した。同年後半はフィラデルフィアからボストン、バージン諸島のセント・トーマス島、キューバ海域までの範囲で作戦活動に従事した。1938年から39年にかけて「アーカンソー」の任務は例年と同様のものであり、訓練艦隊での任務は大部分が東部海岸で行われた。

### 第二次世界大戦
1939年9月に第二次世界大戦が勃発すると、海軍は有事即応準備を行なった。「アーカンソー」はノーフォークの海軍航空基地からナラガンセット湾に設立される水上機基地へ水上機と飛行設備を輸送した。ニューポートで「アーカンソー」は駆逐艦用の砲設備を搭載し、ハンプトン・ローズに運送した。
アーカンソーは戦艦「テキサス」および「ニューヨーク」と共にノーフォークを1940年1月11日に出航し、グアンタナモ湾で艦隊演習を行なった。その後、2月にクレブラで上陸訓練を行い、セント・トーマス経由でノーフォークに帰還した。ノーフォーク海軍工廠で3月18日から5月24日までオーバーホールを行なった後、海軍作戦基地(ノーフォーク)へ移動し5月30日まで停泊した。その後アナポリスへ出航し、「テキサス」、「ニューヨーク」と共に海軍兵学校生を乗せ、パナマとベネズエラへの訓練巡航を行なった。1940年の年末までに「アーカンソー」は三度の予備役兵の訓練巡航を行なった。この巡航ではグアンタナモ湾、パナマ運河地帯、チェサピーク湾を訪れている。
戦争開始から数ヶ月が経ち、アメリカ海軍は徐々に大西洋へ進出した。アイスランドを占領する決定がなされ、その夏「アーカンソー」は初の実戦任務に就いた。「ニューヨーク」および軽巡洋艦「ブルックリン」とともに船団警護を実施した。続いて、ニューファンドランド・ラブラドール州アージェンティアのイギリス戦艦「プリンス・オブ・ウェールズ」艦上で行われたルーズベルト大統領とチャーチル首相の会談に同行し、1941年8月8日から8月14日まで国務次官サムナー・ウェルズと特使のW・アヴェレル・ハリマンに宿泊施設を提供した。
1941年12月8日の日本海軍による真珠湾攻撃時、「アーカンソー」はメイン州カスコ湾に停泊していた。一週間後の12月14日にアイスランドのクバルフィヨルドへ向かった。アージェンティア経由でボストンに帰還したのは1942年1月24日のことであり、その場で2月を過ごし、カスコ湾で船団護衛任務のための訓練を行なった。3月6日にノーフォークに到着しオーバーホールを行なう。7月2日にチェサピーク湾で整調を行い、7月27日にニューヨークに到着した。
「アーカンソー」は8月6日にニューヨークを出航。第38任務部隊の旗艦として14隻の駆逐艦と共に12隻の輸送船団を護衛し、スコットランドのグリーノックに向かった。二日後ノバスコシア州ハリファックスで休養し、その後、荒れる北大西洋で護衛を継続、8月17日にグリーノックに到着した。ニューヨークに9月4日に帰還した後、再びグリーノックへの船団を警護し、10月20日に帰還した。北アフリカ侵攻作戦に伴い、アメリカ軍船団は作戦支援のためカサブランカへ向かった。11月3日にニューヨークを出航。「アーカンソー」はモロッコへの船団を警護し、12月11日にニューヨークに帰還、オーバーホールを受けた。
1943年1月2日、「アーカンソー」はチェサピーク湾に向かい砲術訓練を行なった。1月30日にニューヨークへ帰還し大西洋横断のための補給を受ける。「アーカンソー」は2月から4月にかけてカサブランカとニューヨークを2往復した。5月上旬にニューヨーク海軍工廠の乾ドックに入り、26日にノーフォークに向かった。
ノーフォークでは海軍兵学校生を乗艦させ訓練を行なった。チェサピーク湾での4ヶ月に及ぶ訓練の後、ニューヨークに帰還し船団護衛任務に従事した。10月8日、アイルランドのバンゴールに向かい、11月中停泊した後12月1日にニューヨークへ帰還した。12月12日に修理を開始し、1943年のクリスマスの二日後にノーフォークに向かい、年末までそこで過ごした。
「アーカンソー」は1944年1月19日にアイルランドへの船団警護に出航した。警護が完了すると、大西洋を帰還し2月13日にニューヨークに到着する。3月28日にカスコ湾で砲術訓練を行い、4月11日に修理のためにボストンへ向かった。
4月18日に「アーカンソー」はアイルランドのバンゴールへ再び向かった。到着後、支援砲撃を行うための訓練を開始した。6月3日、ノルマンディー上陸作戦を支援するためフランス沿岸に向けて出航した。6月6日にバイエ・デ・ラ・セーヌに到着し、オマハ・ビーチから4,000ヤードの海域に停泊した。5時52分、「アーカンソー」は砲撃を開始した。海岸砲台及び敵陣地に対して繰り返し砲撃を行い、6月13日にグランカム・レ・バインに移動した。
1944年6月25日に「アーカンソー」はシェルブールのドイツ海岸砲台と砲撃戦を行なった。「アーカンソー」はシェルブールを攻撃する地上部隊の支援を行い、翌日シェルブールは陥落した。「アーカンソー」はウェイマスへ向かい22時20分に到着。6月30日にバンゴールに向かった。
「アーカンソー」は7月4日に北アイルランドから出航し、7月10日にアルジェリアのオランに停泊した。7月18日に出航、7月21日にイタリアのタラントに到着し同所に8月6日まで停泊、8月7日にシチリア島のパレルモへ移動した。
8月14日にドラグーン作戦（ツーロンとカンヌの間の南部フランス沿岸への侵攻作戦）が開始された。「アーカンソー」は8月15日に上陸支援の砲撃を開始し、8月17日まで継続した。パレルモとオランで停泊した後、「アーカンソー」は帰国の途についた。9月14日にボストンに到着。11月前半を通じて修理、改修を行なった。修理は11月7日に完了し、カスコ湾で三日間の訓練を行なった。11月10日にパナマ運河地帯に向かい、11月22日に運河を通過してカリフォルニア州サンペドロに向かった。11月29日にサンディエゴで訓練を行い、11月10日にサンペドロに帰還した。
3週間の準備の後、「アーカンソー」は1945年1月20日に真珠湾へ向けて出航した。真珠湾到着の翌日にウルシー環礁（カロリン諸島の艦隊泊地）へ向かい、そこからテニアン島へ向かった。テニアン島には2月12日に到着、二日間を砲撃訓練に費やした。
2月16日6時、アーカンソーは硫黄島の日本軍拠点に対して砲撃を開始した。砲撃は2月19日まで行われ、夜間も護衛のため火力支援水域に残った。「アーカンソー」は激戦を繰り広げる海兵隊を支援し、多数の砲弾を日本軍拠点に撃ち込んだ。その後、3月7日に硫黄島を離れウルシー環礁へ向かった。3月10日に泊地に到着し、続く沖縄進攻に向けて食料、燃料、弾薬の補給を受けた。
3月21日に泊地を出航、25日に沖縄水域に到着した「アーカンソー」は支援艦砲射撃を開始した。日本軍による激しい攻撃が行われ、「アーカンソー」は何機かの特攻攻撃をかわした。46日間に渡って支援砲撃を行なった後、5月14日にグアム島のアプラ港に到着した。
アプラ港で一ヶ月を過ごした後乾ドック入りし、その後6月12日にレイテ湾に向かった。6月16日に到着、停泊すると終戦の8月までフィリピン海域に残ることとなった。8月20日に「アーカンソー」はレイテ湾から沖縄に向かい、8月23日に中城湾に到着した。そこで一ヶ月を過ごした後、マジック・カーペット作戦の一部として帰還兵800名を乗艦させ9月23日に沖縄を出航、真珠湾を経由して10月15日にシアトルに到着する。同年末まで「アーカンソー」はアメリカ本国と真珠湾を三度往復し、帰還兵を輸送した。

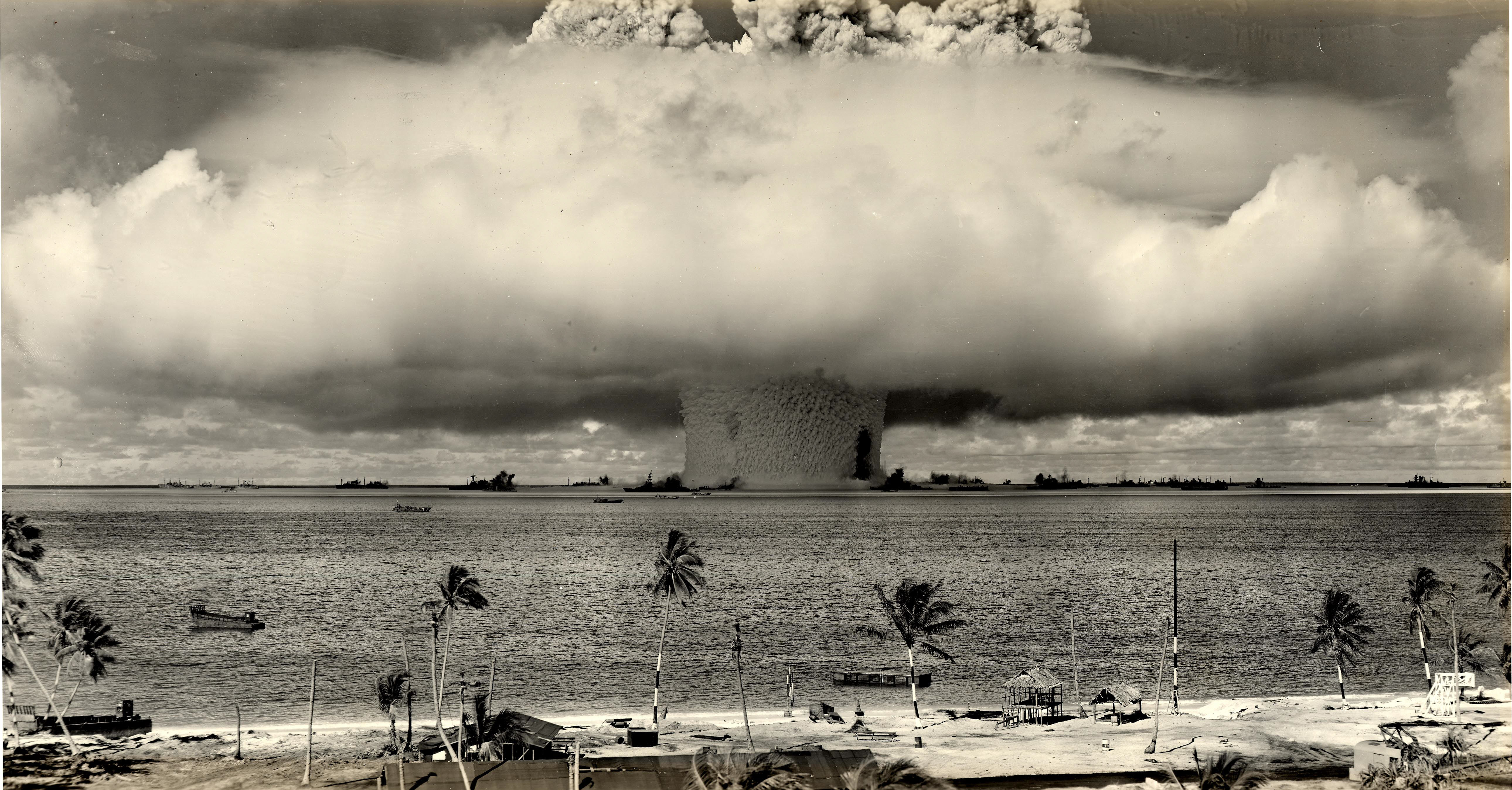
BAKER実験の様子を撮影した写真。原子爆弾の爆発によって発生した巨大な水柱の根本に見える黒い影は戦艦アーカンソーの船底に当たった衝撃波により煙突から噴出した煤である。

1946年初旬を「アーカンソー」はサンフランシスコで過ごした。4月後半にハワイに向かい、5月8日に真珠湾に到着、20日に真珠湾を出航しビキニ環礁に向かった。クロスロード作戦の標的艦に使用されるためであった。1946年7月1日のABLE実験で沈められる予定であったが「アーカンソー」は生き残り、7月25日のBAKER実験により沈没した。「アーカンソー」は1946年7月29日に解役され、1946年8月15日に除籍された。
「アーカンソー」は第二次世界大戦の戦功により4個の従軍星章を受章した。